# Raid de la mer Noire
Pendant Première Guerre mondiale
Le raid de la mer Noire est une opération navale ottomane, ainsi qu'en partie menée par des bateaux allemands sous pavillon ottoman, menée le 29 octobre 1914. Elle vise les trois ports alors russes de Novorossiïsk, Sébastopol et Odessa.

## Contexte

### Les flottes russe et ottomane en présence
En 1914, la mer Noire est bordée par quatre États seulement : l'Empire russe, l'Empire ottoman, la Roumanie et la Bulgarie. De ces quatre, la Russie est incontestablement la puissance maritime dominante.
| Type de navires           | Empire russe | Empire russe |
| Grands contre-torpilleurs | 14           | Type Kazarskii : 1 Type Kapitan Leitnant Baranof : 4 Type Bespokoyni : 9                                            |
| Petits contre-torpilleurs | 13           | Type Stroguii : 4 Type Zavidnii : 9                                                                                 |
| Cuirassés d'escadre       | 7            | Type Sinop : 2 Type Tri Sviatitelia : 1 Type Panteleimon : 3                                                        |
| Croiseurs                 | 3            | classe Bogatyr : Otchakov et Pamiat Merkouria Abdul Mecid, croiseur ottoman coulé puis renfloué sous le nom de Prut |
| Torpilleurs               | 11           | |
| Sous-marins               | 11           | Deux de la Classe Losos (ru) Deux GermaniaKrupp Le Krab de type Naletoff Trois types Boubnov Trois types Gallant    |
| Dreadnoughts              | 3            | Impératrice Maria Empereur Alexandre III Impératrice Catherine la Grande                                            |

### Les navires allemands
Dès 1912, Le croiseur léger SMS Breslau et le croiseur de bataille SMS Goeben patrouillent en mer Noire afin de protéger les navires allemands contre la marine russe. Lors de la déclaration de guerre, ces deux navires se retrouvent piégés dans la Méditerranée, le détroit de Gibraltar étant puissamment gardé par la flotte britannique. Après avoir mené quelques opérations de bombardement contre les ports français en Algérie, les deux navires poursuivis par les Anglais se réfugient à Constantinople, où l'état-major allemand décide le 16 août 1914 de les vendre à son allié ottoman, qui obtient alors ses deux plus puissants navires. Par cette vente fictive, le Breslau est renommé Midilli et le Goeben devient le Yavuz Sultan Selim. Au passage, Wilhelm Souchon devient commandant en chef de la marine ottomane le 23 septembre,,.
Loin d'être un pis-aller, cette opération est pour le haut-commandement allemand une occasion de renforcer son allié turc afin d'empêcher une jonction au sud-est entre les Franco-britanniques et les Russes, ainsi que de gêner ces derniers dans leurs évolutions en mer Noire. Ces navires ne suffisent pas à contrebalancer la supériorité navale russe, mais ils sont plus rapides que leurs homologues slaves.

## Le raid

Les trajets des bateaux turcs lors du raid.

Le 29 octobre 1914, Wilhelm Souchon conduit le Breslau / Midilli devant Sébastopol et bombarde le port militaire ; au même moment, le Goeben / Yavuz Sultan Selim bombarde Odessa.

## Conséquences
En réponse à l'agression, du 2 au 5 novembre, la France, le Royaume-Uni et la Russie déclarent toutes trois la guerre à l'Empire ottoman,.
Cependant, plusieurs ministres Jeunes-Turcs en désaccord avec cette politique protestent. En particulier, Mehmet Cavit Bey démissionne à la suite du raid.